# Crims al Bàltic: Blancaneu
Crims al Bàltic: Blancaneu (títol original en alemany, Der Usedom-Krimi: Schneewittchen) és un telefilm alemany de la saga de pel·lícules de ficció policial Crims al Bàltic. Va ser produït per Razor Film Produktion GmbH per a Das Erste en nom d'ARD Degeto i NDR. Es tracta de la divuitena entrega de la saga de pel·lícules i es va estrenar per televisió el 20 d'octubre de 2022. S'ha doblat al català per a TV3, que va emetre'l per primer cop el 16 de març de 2025.
La pel·lícula es va rodar del 21 de febrer al 25 d'abril de 2022 a l'illa d'Usedom del mar Bàltic, a Brandenburg i a Berlín. Gran part de les escenes es van filmar en una drassana del poble pesquer de Freest.
La primera emissió a Alemanya va comptar amb un total de 7,45 milions d'espectadors, el que correspon a una quota d'audiència del 28,6%.